# Thorectes asperifrons
Thorectes asperifrons là một loài bọ cánh cứng trong họ Geotrupidae. Loài này được miêu tả khoa học năm 1866 bởi Fairmaire.